# Mohammed Ben Sulayem
Mohammed Ben Sulayem, né à Dubaï le 12 novembre 1961, est un ancien pilote automobile émirati de rallye devenu dirigeant sportif et élu président de la FIA le 17 décembre 2021.

## Biographie

### Carrière de pilote automobile
Durant sa carrière, il a remporté un grand nombre de championnats régionaux et de rallyes internationaux. Sa première participation à un championnat d'envergure date de 1986 au championnat du Moyen-Orient des rallyes (MERC) qu'il remporta à quatorze reprises en autant de participations. Il prit sa retraite sportive à la fin de la saison 2002.
Ben Sulayem est le vice-président de la FIA pour le sport et le président de l'Automobile and Touring Club of the UAE (ATCUAE). Il préside aussi le comité d'organisation de l'Abu Dhabi Desert Challenge (anciennement UAE Desert Challenge, à la création duquel il a participé), rallye-raid cyclo-cross qui se déroule annuellement dans les émirats depuis 1991 et qui a été intégré à la Coupe du monde des rallyes tout-terrain (le championnat du monde de la spécialité).
Mohammed Ben Sulayem est le propriétaire de Ben Sulayem Performance, une société basée à Dubaï spécialisée dans la préparation et la modification des voitures de sport et de luxe. En 2005, il fait l'objet de plusieurs articles dans la presse automobile pour avoir intégré au châssis d'une Mercedes-Benz Classe SLK 55 AMG le moteur d'une Mercedes SLR McLaren fournissant 626 ch à la SLK. Grâce à son poids inférieur, la SLK modifiée possède une meilleure vitesse de pointe (estimée à 350 km/h) que les SLR de série.
Le 9 avril 2009, à l'occasion d'une tournée de promotion du Renault F1 Team à Dubaï, Mohammed Ben Sulayem est invité à essayer une Formule 1 R28 sur l'autodrome de Dubaï. 100 mètres après le départ, il perd le contrôle de la monoplace qui vient s’encastrer dans le muret des stands. La voiture est détruite mais Ben Sulayem sort indemne,.

### Présidence de la FIA
Le 17 décembre 2021, Ben Sulayem succède à Jean Todt au titre de président de la Fédération internationale de l'automobile. Opposé à Graham Stoker, candidat du président sortant, il recueille 62 % des suffrages. Parmi ses principaux délégués, c'est l'ancien copilote et champion du monde Robert Reid qui succède lui-même à Stoker au poste de délégué aux sports.
En janvier 2023, Ben Sulayem est impliqué dans un scandale de sexisme après que le journal The Times a publié des commentaires qu'il avait faits en 2001 sur son site Web, désormais archivé. Par exemple : « Les femmes qui pensent qu'elles sont plus intelligentes que les hommes, le sont en vérité pas ». L'authenticité des citations n'a pas été réfutée par Ben Sulayem. La FIA l'a défendu en expliquant que « les remarques sur ce site ne reflétaient pas les convictions du président. »
Le Président de la FIA est également très critiqué en raison des mesures strictes qu’il impose en Formule 1 comme l’interdiction formelle pour les pilotes de proférer des injures, ou pour les membres de l'association de discuter de questions relatives à la FIA en dehors des réunions officielles.

## Palmarès

### Titres
- Championnat du Moyen-Orient des rallyes (MERC) - 14 titres : 1986, 1987, 1988, 1989, 1990, 1991,1994, 1996, 1997, 1998, 1999, 2000, 2001, 2002.

### Victoires
60 victoires en MERC (record actuel) :
- Rallye de Dubaï (en) : 1985, 1986, 1987, 1988, 1991, 1992, 1993, 1994, 1995, 1997, 1998, 1999, 2000, 2001, 2002
- Rallye de Jordanie : 1984, 1987, 1988, 1990, 1994, 1996, 1997, 1998, 1999, 2000, 2001, 2002
- Rallye du Qatar (en) : 1988, 1990, 1991, 1996, 1997, 1998, 2000, 2001, 2002
- Rallye d'Oman (en) : 1986, 1987, 1990, 1991, 1994, 1998
- Rallye des Émirats arabes unis : 1996, 1997, 1998, 1999, 2001
- Rallye du Koweït (en) : 1985, 1988, 1989, 1996
- Rallye du Liban : 1987, 1997, 1998, 1999
- Rallye de Bahreïn : 2000, 2001, 2002
- Rallye de Syrie : 2000, 2001, 2002

Autre victoire notable :
- Rallye d'Arabie saoudite : 2000

## Vie personnelle
En juillet 2012, il a reçu le titre honorifique de docteur en sciences de l'Université d'Ulster en reconnaissance de ses services au sport, au leadership civique et à la charité.
Le 7 mars 2023, l'un des fils de Ben Sulayem, Saif Ben Sulayem, est décédé dans un accident de la route à Dubaï,.